# Dionysius Andrássy

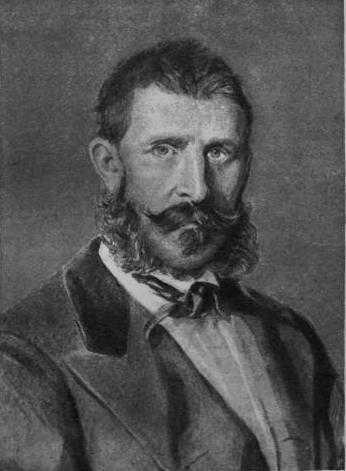
Dionysius Graf Andrássy

Dionysius Stephan Georg Klement Graf Andrássy von Csíkszentkirály und Krasznahorka (* 18. November 1835 in Krasznahorkahosszúrét, Königreich Ungarn; † 23. Februar 1913 in Palermo, Sizilien, Königreich Italien) war ein ungarischer Adeliger und Kunstmäzen, Mitglied des Oberhauses im Ungarischen Reichstag und Vorsitzender der Ungarischen Heraldischen und Genealogischen Gesellschaft.

## Leben
Dionysius wurde als älterer Sohn des Grafen Georg Andrássy und dessen Ehefrau Francisca von Königsegg-Aulendorf geboren. Die Andrássys waren ein altes aus Siebenbürgen stammendes ungarisches Adelsgeschlecht, welches sich zu Beginn des 18. Jahrhunderts in zwei Linien aufspaltete (die ältere „Betler / Betliar“-Linie und die sog. Jüngere Linie: „monoki és hosszúréti ag“, der auch Dionysius angehörte).
Der junge Dionysius lehnte sich bereits in jungen Jahren gegen die konservative Familienerziehung, welche damals in Adelskreisen üblich war, auf. Es ist bekannt, dass er sich besonders gerne unter der Dienerschaft der Herrschaft aufhielt und gerne mit den Dorfjungen spielte. Als er in den 1860er Jahren in die Ungarische Hofkanzlei nach Wien geschickt wurde, um das Diplomatenhandwerk zu erlernen, entglitt er gänzlich der familiären Aufsicht. Gemäß dem Wunsch des Vaters sollte er eine diplomatische Laufbahn einschlagen, der Sohn verspürte hierzu jedoch keinerlei Neigung, er interessierte sich lieber für die Literatur und die Kunst, vor allem für die Malerei. Auch wollte er nicht als Diplomat den größten Teil seines Lebens im Ausland verbringen.

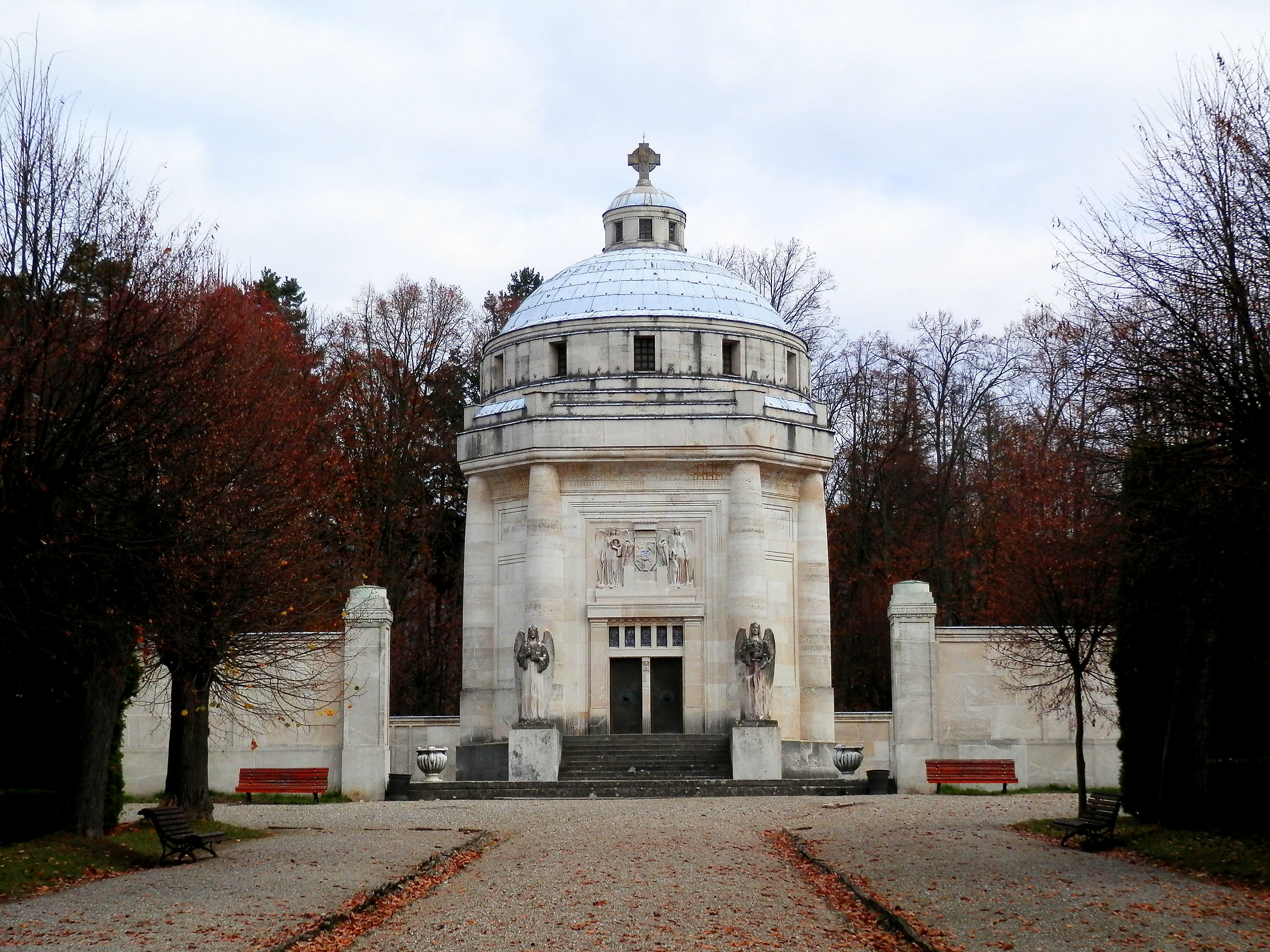
Andrássy-Mausoleum in Krasznahorka

Während seines Aufenthaltes in Wien lernte er seine spätere Frau, die aus bürgerlichem Hause stammende Franziska Hablawetz, kennen. Sie war die Tochter des Konzertmeisters des Orchesters der Wiener Hofoper. Am 6. April 1866 heiratete er Franziska gegen den Willen seiner Eltern im italienischen Pisa. Sein Vater enterbte ihn wegen dieser morganatischen Ehe und setzte seinen jüngeren Bruder Georg Peter als Erben und Majoratsherren ein. Daraufhin zog sich Dionysius mit seiner Frau aus dem öffentlichen Leben gänzlich zurück. Sie lebten abgeschieden in ihren Villen auf der Hohen Warte in Döbling, in Graz oder München. Ungarn besuchten sie nur sehr selten. Mit seiner Frau war er nur einmal auf seinem Heimatgut, um ihr die Stätte seiner Kindheit zu zeigen. Nachdem der jüngere Bruder als junger Mann 1881 verstorben war, fiel das riesige Familienvermögen wieder auf Dionysius zurück.
Große Teile des Vermögens, die Andrássy jedoch aus dem Ausland verwaltete, verwendete das Ehepaar für wohltätige Zwecke. Es wurden kirchliche, kulturelle und karitative Einrichtungen tatkräftig gefördert und unterstützt. Es werden zahlreiche Kirchen, Waisenhäuser, Schulen und Krankenhäuser gebaut, die von Andrássy finanziert werden.

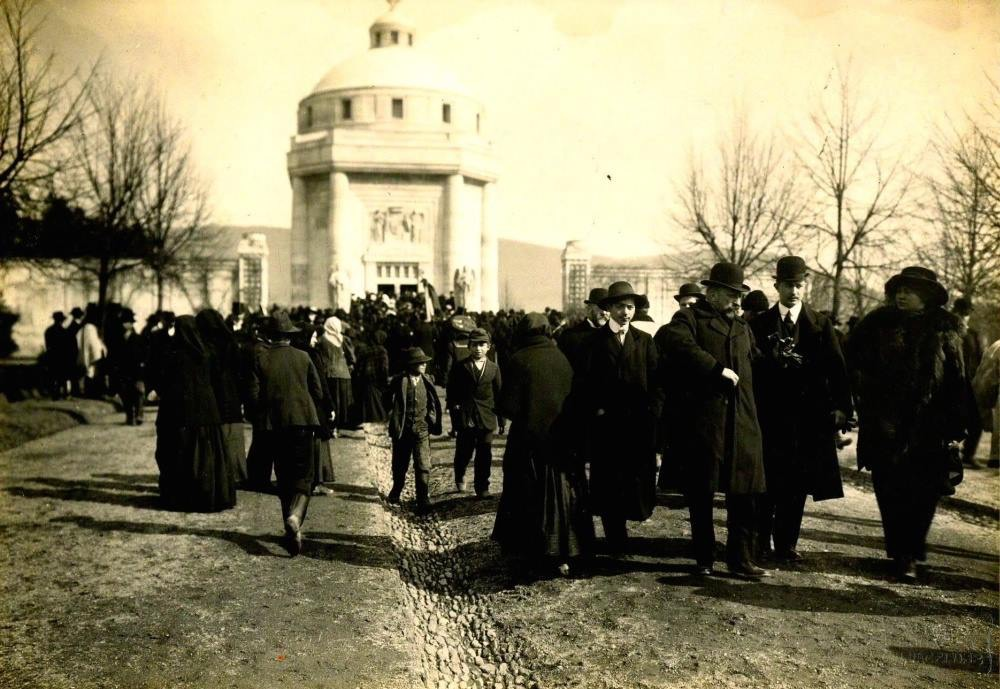
Am 8. März 1913 wurde Dionysius Andrássy im Mausoleum von Krasznahorka beigesetzt. Rechts im Bild ist Géza Graf Andrássy (*1856; † 1938) mit Sohn Manó II. (* 1892; † 1953) zu sehen.

Nach einer 36 Jahre dauernden glücklichen, jedoch kinderlosen Ehe starb Franziska 1902 in München. Der Ehemann war untröstlich und reiste alleine durch die Welt. Er beschloss, seiner Frau, welche die große Liebe seines Lebens war, in Krasznahorka ein prächtiges (in byzantinischem Stil gehaltenes) Mausoleum aus weißem Carrara-Marmor zu errichten. Er selbst legte den Grundstein und beaufsichtigte persönlich die Bauarbeiten. Als das Mausoleum 1904 fertig gestellt wurde, ließ er die sterblichen Überreste seiner Frau aus München dorthin umbetten. Bei der Neubestattung ließ er für den Sarg seiner Frau einen Leichenwagen fertigen, welcher den Sarg vom Bahnhof zum Mausoleum transportierte.
Nach dem Tod seiner Frau war Dionysius Andrássy auch weiterhin karitativ tätig. Zahlreiche Gemälde und Kunstgegenstände ließ er posthum zu Ehren seiner Frau nach Krasznahorka bringen, um ein Franziska-Gedenkmuseum zu errichten. Im Jahre 1906 wurde er noch zum Mitglied der Ungarischen Akademie der Wissenschaften ernannt.
Dionysius Andrássy starb am 23. Februar 1913 in Italien. Seine sterblichen Überreste wurden jedoch in seine Heimat gebracht und er wurde in dem von ihm errichteten Mausoleum neben seiner viel geliebten Frau beigesetzt.

## Ehrungen
Nach Andrássy (und seiner Ehefrau Franziska) ist die Dionysius-Andrassy-Straße im 19. Wiener Gemeindebezirk Döbling benannt.